# Hermanowicze (gmina)
Hermanowicze – dawna gmina wiejska istniejąca do 1939 roku w woj. nowogródzkim/Ziemi Wileńskiej/woj. wileńskim w Polsce (obecnie na Białorusi). Siedzibą gminy było miasteczko Hermanowicze (593 mieszk. w 1921 roku). Gmina obejmowała tereny wiejskie wokół Dzisny.
Na samym początku okresu międzywojennego gmina Hermanowicze należała do powiatu dziśnieńskiego w woj. nowogródzkim. 13 kwietnia 1922 roku gmina wraz z całym powiatem dziśnieńskim została przyłączona do Ziemi Wileńskiej, przekształconej 20 stycznia 1926 roku w województwo wileńskie.
11 kwietnia 1929 roku do gminy Hermanowicze przyłączono część obszaru zniesionej gminy Stefanpol, natomiast część obszaru gminy Hermanowicze włączono do gminy Szarkowszczyzna. 
Po wojnie obszar gminy Hermanowicze został odłączony od Polski i włączony do Białoruskiej SRR. 
Nie mylić z gminą Hermanowice.

## Demografia
Według Powszechnego Spisu Ludności z 1921 roku gminę zamieszkiwało 7 575 osób, 4 027 było wyznania rzymskokatolickiego, 2 807 prawosławnego, 13 ewangelickiego, 430 staroobrzędowego, 298 mojżeszowego a 34 mahometańskiego. Jednocześnie 2 361 mieszkańców zadeklarowało polską przynależność narodową, 4 840 białoruska, 210 żydowską, 31 rosyjska, 131 litewską, 1 łotewską i 1 ukraińską. Były tu 1 272 budynki mieszkalne.